# LO Водолея
LO Водолея (лат. LO Aquarii), HD 214247 — одиночная переменная звезда в созвездии Водолея на расстоянии приблизительно 277 световых лет (около 85 парсеков) от Солнца. Видимая звёздная величина звезды — от +7,59m до +7,44m.

## Характеристики
LO Водолея — белый гигант, эруптивная неправильная переменная звезда (IB:) спектрального класса F0 или A9III. Эффективная температура — около 7100 К.